# Minha Casa, Minha Vida

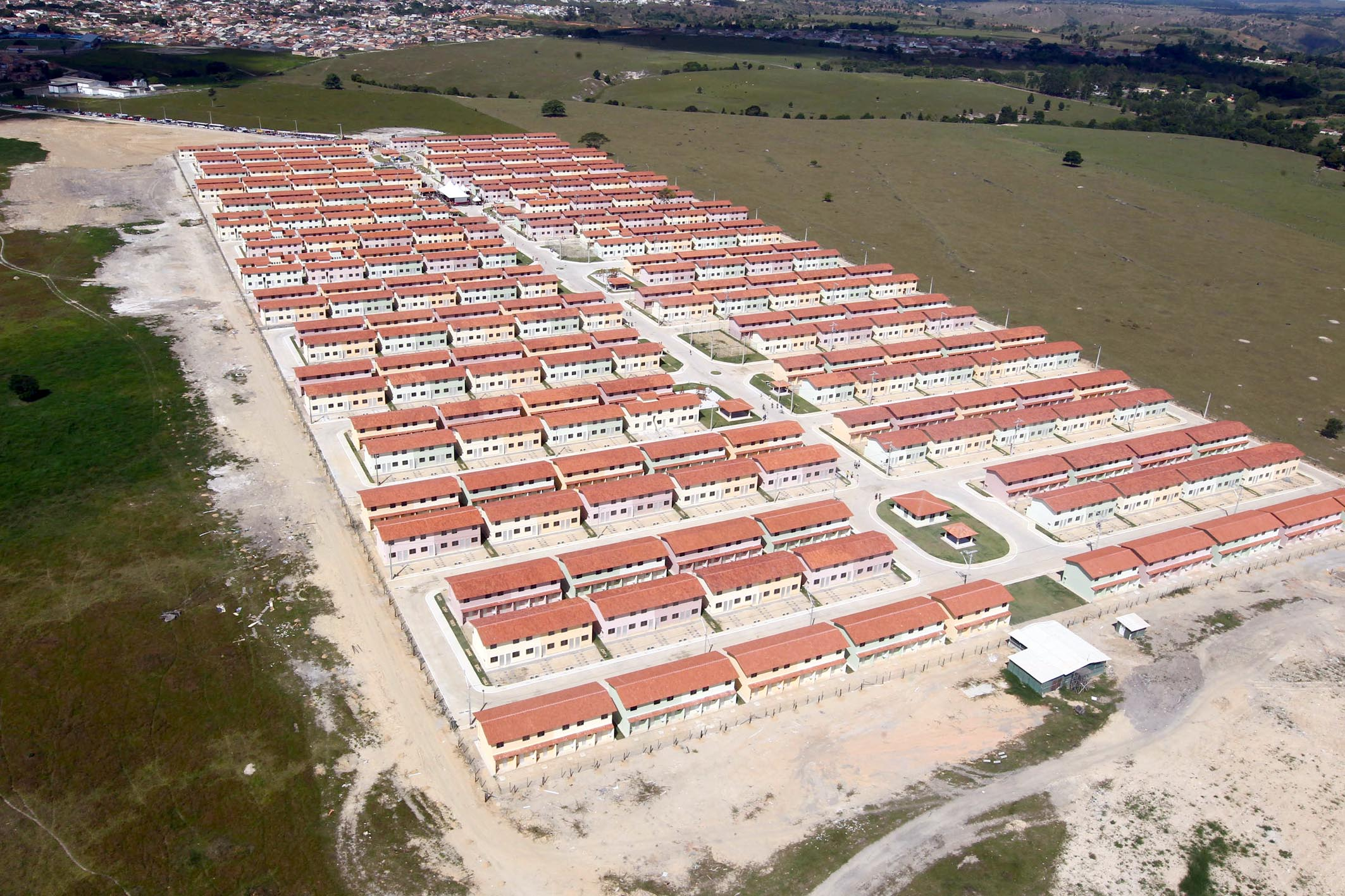
Minha Casa, Minha Vida em Eunápolis (Bahia).

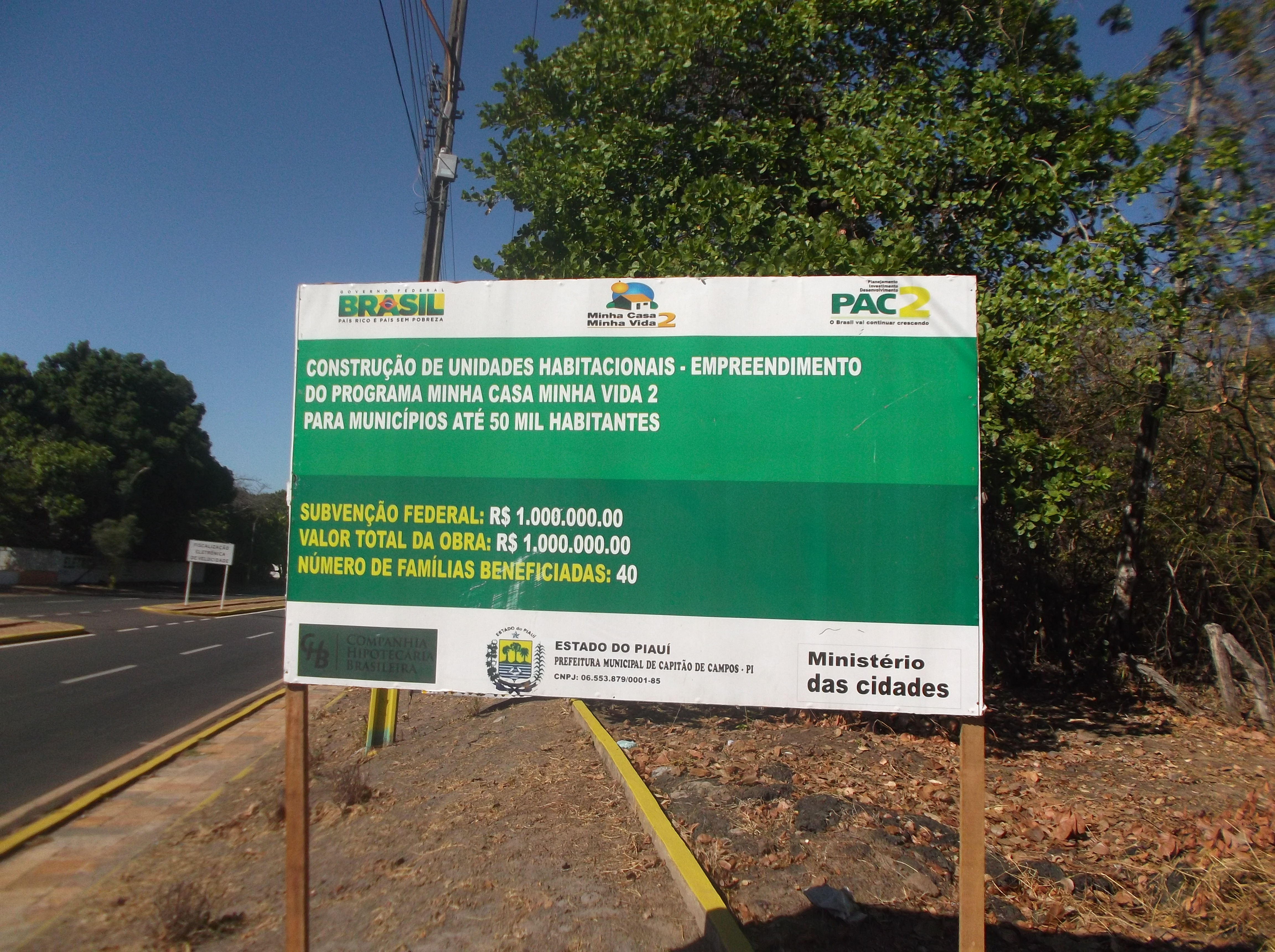
Uma identificação do Minha Casa, Minha Vida em Capitão de Campos, no Piauí.

O Programa Minha Casa, Minha Vida (PMCMV) é um programa de habitação federal do Brasil, criado em março de 2009 pelo Governo Lula. O PMCMV subsidia a aquisição da casa ou apartamento próprio para famílias com renda até 1,8 mil reais e facilita as condições de acesso ao imóvel para famílias com renda de até 9 mil.
Em 2018, a Caixa Econômica Federal informou que 14,7 milhões de pessoas compraram um imóvel com o programa (7% da população brasileira).  No dia 12 de janeiro de 2021, entrou em vigência a Lei n.° 14.118, a qual instituiu o Programa Casa Verde e Amarela, cujo objetivo é reformular e ampliar o PMCMV.
No dia 14 de fevereiro de 2023, o programa Minha Casa, Minha Vida foi retomado e recriado pelo presidente Luiz Inácio Lula da Silva, substituindo o antigo Casa Verde e Amarela.

## História
A Emenda Constitucional n.° 26/2000, incluiu no art. 6º da Constituição da República o direito à moradia. Em cumprimento aos arts. 182 e 183 da mesma Constituição, foi promulgada a Lei 10.257 de 2001 (o Estatuto da Cidade), responsável por instituir diretrizes de execução das políticas públicas habitacionais do país. 
Para coordenar a execução destas políticas públicas habitacionais, foi criado, em 1º de janeiro de 2003, o Ministério das Cidades. O qual instituiu uma nova Política Nacional de Habitação em 2004, cujo principal instrumento é o Sistema Nacional de Habitação de Interesse Social (SNHIS), criado e regido pela Lei n.° 11.124 de 2005, cuja vigência se estende até o presente, sendo gerido pelo atual Ministério do Desenvolvimento Regional (MDR). Essa mesma Lei prevê o Plano Nacional de Habitação (PlanHab), principal instrumento de combate déficit habitacional, configurando-se como um projeto de longo prazo, para o período de 2009 a 2023.
No rastros de todos estes marcos na Política Habitacional, criou-se, em 2009 por meio da Lei n.° 11.977, o Programa Minha Casa Minha Vida, cuja finalidade, segundo o caput do seu art. 1º, era de criar mecanismos de incentivo à produção e aquisição de novas unidades habitacionais ou requalificação de imóveis urbanos e produção ou reforma de habitações rurais, para famílias com renda mensal de até R$ 4.650,00 (quatro mil, seiscentos e cinquenta reais).

### Características
O programa tem cinco modalidades para a Faixa 1 de renda (famílias com renda de até 1,8 mil reais): Empresas, entidades, FGTS, Municípios com até 50 mil habitantes e rural. Cada modalidade atende um público específico. Os recursos do MCMV são do orçamento do Ministério das Cidades repassados para a Caixa Econômica Federal.
No ano de 2017 o programa Minha Casa Minha Vida, no governo Temer, sofreu algumas mudanças importantes. Inicialmente o programa teve a adesão da faixa 1,5 entre meio a faixa 1 e 2. O Programa também teve mudanças na renda máxima das faixas 1,5 e 2 aumentando para até R$2.600,00 na Faixa 1,5 e até R$4.000,00 na faixa 2.

### Problemas
Na década seguinte, após a execução do programa, foram apontados diversos problemas nas habitações construídas pelo governo, como criminalidade, golpes financeiros, problemas estruturais e a localização dos condomínios, que ficam distantes dos centros urbanos. Ao Estado de S. Paulo, o antropólogo Antonio Risério disse que o programa "constrói hoje as favelas de amanhã." Uma pesquisa feita pelo Tribunal de Contas da União (TCU) e a Fundação Getúlio Vargas (FGV) divulgada em 2019, apontou que o programa levou a população às periferias.

#### Observatório das cidades
Em novembro de 2011, a pesquisadora do Instituto de Pesquisa e Planejamento Urbano e Social (Ippur/UFRJ), Luciana Correa do Lago, que trabalha faz 25 anos no Observatório das Cidades, disse: 
Já está no nome do programa, é só direito à casa e lá na periferia. É pior que o BNH [Banco Nacional da Habitação] dos militares que previa a remoção de pobres para a periferia, mas tinha a ideia de indústrias no entorno, quarteirões de comércio. A primeira edição do Minha Casa, Minha Vida proibia até atividade comercial.
(…)
É uma ordem perversa que está funcionando muito bem: a legislação aparece quando precisa, senão, é na ilegalidade mesmo. São contratos por fora, as prefeituras só controlam quando interessa e vamos indo na mesma lógica histórica
(…)
A gravidade deste programa é porque está produzindo cidades de uma desigualdade escandalosa. A qualidade das construções é péssima, já tem coisas quebradas, tomadas que não funcionam, piscina que afunda e vaza, botijão de gás dentro da sala, o que é completamente ilegal. Isso tudo já com habite-se.

#### Localização
Ermínia Maricato, urbanista e secretária executiva do Ministério das Cidades que trabalhou nos primeiros anos do governo Lula, antes da criação do Minha Casa Minha Vida, criticou em 2018 o modo como o programa foi executado: "Tivemos um movimento imenso de obras, mas quem o comandou e definiu onde se localizariam não foi o governo federal, e sim interesses de proprietários imobiliários, incorporadores e empreiteiras (...) As cidades explodiram horizontalmente, algo que todo urbanista condena, porque você tem de estender a rede de água, esgoto, de transporte. Quem paga por isso? Todos. E os que ganham são muito poucos: as empreiteiras, as incorporadoras imobiliárias e os donos de terrenos. (...) As Câmaras incluíram fazendas no perímetro urbano. O que acontece no fim de semana nos conjuntos habitacionais criados nessas áreas? O ônibus não vai, você tem um exílio na periferia".

#### Criminalidade e estrutura
Em 2015, o jornal O Globo divulgou que três dos primeiros condomínios entregues às famílias em 2010 tinham vários problemas, como: violência, tráfico de drogas, falhas estruturais, golpes fiscais, ausência de equipamentos públicos, falta de lazer e índice elevado de inadimplência. Em uma pesquisa feita pelo Ministério da Transparência divulgada em 2017, foram apontados problemas estruturais em 336 condomínios (mais de 90 mil unidades) em imóveis da faixa 1. Uma operação policial composta por 600 agentes e nove meses de investigações aprofundadas, resultou na prisão de 40 traficantes em flagrante, em dois condomínios de São Paulo, em 2015.
Em 2018, a Polícia Civil conseguiu retirar do domínio de traficantes de três condomínios do Minha Casa, Minha Vida, do Rio Grande do Sul. Os criminosos tinham expulsado os moradores e implantaram um sistema semelhante ao de milícias. 
Funciona como milícias. É um esquema organizado que impõe comércio e regras próprias, expulsa quem não joga dentro do jogo deles. Uma mulher que não quis obedecer, por exemplo, teve a cabeça raspada e acabou saindo de lá. Eles criavam um pavor, juravam muitos moradores de morte.— Delegada Shana Hartz, titular da 16ª Delegacia de Polícia (Restinga) da cidade, que coordena a Operação Reintegro
Um artigo publicado em março de 2018, no The Intercept, informou que o maior conjunto construído, em Manaus, estava com parte da estrutura desabando. Em setembro de 2019, o jornal O Globo divulgou um levantamento que apontou que os residenciais do Minha Casa, Minha Vida foram alvos em um intervalo de um ano de crime organizado em cinco estados: Ceará, Espírito Santo, Minas Gerais, Pará e Rio de Janeiro.
Em outubro de 2019, uma equipe de jornalismo investigativo do Profissão Repórter visitou a maior construção do Minha Casa, Minha Vida no Brasil, o residencial Viver Melhor, em Manaus. Mais tarde, foi divulgado no G1: 
O Viver Melhor não é só um conjunto habitacional. Seus números podem ser comparados aos de muitos municípios brasileiros. (…) Nesse contexto grandioso, complexo e tão rico em vida moram não apenas pessoas, mas também contradições. A principal delas talvez seja a relação entre o sonho de ter sua própria casa e viver em meio a problemas sociais e estruturais dignos do tamanho do residencial.
(...)
Longe do centro da cidade de Manaus, e dos olhos do administração pública local, o que deveria ser oferecido pelo estado não está nem perto de atender a demanda populacional. Falta muita coisa. São poucas linhas de ônibus, escolas, creches e unidades básicas de saúde. Não tem hospital nem delegacia. Sobram ruas que alagam, rachaduras, infiltrações, buracos, vazamentos, pias que jamais funcionaram, tetos de banheiro que constantemente desabam e, em alguns trechos, traficantes de drogas.
(...)
Para atender parte das necessidades da vida cotidiana por lá, os próprios moradores criaram uma rede de comércio. O Viver Melhor há um bom tempo deixou de servir somente para moradia e passou também a ser fonte de renda de famílias inteiras. Famílias que merecem mais atenção das autoridades locais.

#### Fraudes
Em fevereiro de 2019, o Ministério Público Federal (MPF), denunciou dezesseis pessoas por fraude no programa. Elas foram acusadas de falsidade ideológica, ao usarem informações falsas sobre suas rendas e composição familiar no Cadastro Único (CAD-Único). As irregularidades ocorreram entre 2011 e 2012, sendo descobertas após um inquérito civil apurar irregularidades em conjuntos habitacionais do Minha Casa, Minha Vida, em Divinópolis.

## Retomada do Minha Casa, Minha Vida
O presidente Lula anunciou, no dia 14 de fevereiro de 2023 em Santo Amaro, no Recôncavo Baiano, a retomada do programa “Minha Casa, Minha Vida”, que foi rebatizado com o mesmo nome do programa de 2009 do Governo Federal. As unidades habitacionais na cidade foram contratadas inicialmente em 2013, e chegaram a ser praticamente concluídas. 
Durante o governo do ex-presidente Jair Bolsonaro, o programa havia sido renomeado para Casa Verde Amarela.